# Runina
Runina (em húngaro: Juhászlak; rusyn: Руніна) é um município da Eslováquia, situado no distrito de Snina, na região de Prešov. Tem 22,2 km² de área e sua população em 2018 foi estimada em 78 habitantes.
A aldeia situada na zona do Parque Nacional Poloniny oferece fácil acesso à maioria das trilhas do Parque Nacional Stužica, um componente das florestas de faias primitivas dos Cárpatos, Patrimônio Mundial da UNESCO, também fica perto da vila.

## Demografia
| Ano:        | 1994 | 2004    | 2014   | 2024    |
| ----------- | ---- | ------- | ------ | ------- |
| Broj ljudi: | 123  | 74      | 80     | 69      |
| Razlika:    |      | -39,83% | +8,10% | -13,75% |

| Ano:               | 2023 | 2024   |
| ------------------ | ---- | ------ |
| Número de pessoas: | 71   | 69     |
| Diferença:         |      | -2,81% |